# Caterina Sinigoi
Caterina Sinigoi (23 luglio 2003) è una sciatrice alpina italiana naturalizzata slovena dalla stagione 2023-2024.

## Biografia
Specialista delle prove tecniche attiva dall'ottobre del 2019, Caterina Sinigoi ha esordito in Coppa Europa il 12 dicembre 2020 a Valle Aurina/Klausberg in slalom speciale e in Coppa del Mondo il 5 gennaio 2025 a Kranjska Gora nella medesima specialità, in entrambi i casi senza completare la gara; non ha preso parte a rassegne olimpiche o iridate.

## Palmarès

### Campionati sloveni
- 3 medaglie:
  - 2 argenti (slalom gigante, slalom speciale nel 2025)
  - 1 bronzo (slalom speciale nel 2024)